# Mészáros Viktor
Mészáros Viktor (Budapest, 1952. augusztus 2. – Pilisvörösvár, 2016. május 7.) költő, műfordító, angoltanár. Műveiben az emberi faj és kultúra szarkasztikus, ironikus és önironikus kritikusa. Talán épp ezért az angol abszurd humor egyik legeredetibb képviselőjének, Tom Sharpe-nak kiváló magyar fordítója.

## Tanulmányai
- Toldy Ferenc Gimnázium, Budapest
- Eötvös Loránd Tudományegyetem, Bölcsész Kar, Budapest

## Saját művek
- Ősz, Isten, Judit (Pilisvörösvár, Teleteacher, 2003.)[1]
- Október (CAPSYS — Capital Systems Informatikai Kft., 2009.)
- Élni kertben, állatokkal, boldogan (Társszerző: Bozsár Judit, GANTELINE, 2012.)

## Tom Sharpe fordítások
- Remetelét (Budapest, Teleteacher, 1996, Budapest, Typopress, 1994.)[1]
- Kisvárosi gyilkosságok (Budapest,Teleteacher, 1994.)
- Éretten éretlen (Budapest, Teleteacher, 1996)
- Kertész a vártán (Budapest, Teleteacher, Typopress, 1997)
- Wilt (Budapest, Partvonal, 2005.)
- Wilt alternatív lesz (Budapest, Partvonal, 2005.)

## Egyéb fordítások
- Deepak Chopra: Tökéletes egészség : az ájurvéda segítségével felszabadíthatjuk a szellem gyógyító erejét (Budapest, Édesvíz, 1993.)[1]
- Paul A. Scipione: A piackutatás gyakorlata : gyakorlati útmutató szakembereknek és hallgatóknak (Budapest, Springer Hungarica, 1994.)
- William L. Shirer: A Harmadik birodalom felemelkedése és bukása (Budapest, Teleteacher, 1996.)
- Roger Whiting: Leonardo, a reneszánsz ember (Budapest, Képzőműv. K.: Budakönyvek, 2002.)
- Iain Gale: Waterloo négy napja : a megnyert és elvesztett ütközet (Budapest : Partvonal, 2006.)
- Mineke Schipper: Soha ne vegyél el nagy lábú nőt! : szólásgyűjtemény a nőkről (Budapest, Partvonal, 2007.)
- Christopher Rauschenberg, Kemenesi Zsuzsanna: Sweet as cherry, fine like wine (Budapest, Magyar Fotóművészek Szövetsége, 2008.)
- Philippa Gregory: A másik királynő (Budapest, Cartaphilus, 2012.)
- George V. Higgins: Ölni kíméletesen (Budapest, Cartaphilus, cop. 2014.)
- Neil Gordon: A hallgatás szabálya (Budapest, Cartaphilus, cop. 2014.)
- Paul McPartlan: Az üdvösség szentsége: bevezetés az eucharisztikus egyháztanba (Budapest, L'Harmattan : Sapientia Szerzetesi Hittud. Főisk., 2015.)